# Dürnstein (Stiftsherrschaft)
Die Herrschaft Dürnstein war eine Grundherrschaft im Viertel ober dem Manhartsberg im Erzherzogtum Österreich unter der Enns, dem heutigen Niederösterreich.

## Ausdehnung
Die Herrschaft umfasste zuletzt die Ortsobrigkeit über Förthof, Ostra, Harrau, Heinrichs, Bernharts und Henndorf. Der Sitz der Verwaltung befand sich im Stift Dürnstein.

## Geschichte
Letzter Inhaber der Stiftsherrschaft war Josef II. Neugebauer in seiner Funktion als Propst von Stift Herzogenburg. Die Herrschaft wurde als Folge der Reformen 1848/1849 aufgelöst.